# Donje Ratkovo (Federacja Bośni i Hercegowiny)
Donje Ratkovo – wieś w Bośni i Hercegowinie, w Federacji Bośni i Hercegowiny, w kantonie uńsko-sańskim, w gminie Ključ. W 2013 roku liczyła 50 mieszkańców, z czego większość stanowili Serbowie.